# Acción Revolucionaria Nacionalista Ecuatoriana
Acción Revolucionaria Nacionalista Ecuatoriana (ARNE) fue un partido político ecuatoriano de extrema derecha de corte nacionalsindicalista, ligado cercamente con el Falangismo de la España franquista y el sinarquismo mexicano y asociado a los partidos fascistas europeos formados luego de la Segunda Guerra Mundial.

## Historia
Jorge Luna Yépes formó el partido ARNE bajo inspiración de los partidos políticos fascistas europeos de la primera mitad del siglo XX, en particular el Falangismo español de Francisco Franco. Su partido se describía como "nacionalista, anticomunista y anticapitalista". Durante su existencia tuvo una importante participación política, tanto en el legislativo como en el ejecutivo, siendo parte de los gobiernos de José María Velasco Ibarra en el Tercer Velasquismo y en el gobierno de Camilo Ponce Enríquez. Su influencia fue disminuyendo, hasta desaparecer en 1979 al no obtener ningún escaño en las Elecciones legislativas de Ecuador de 1979.

## Resultados Electorales

### Elecciones Presidenciales (1952 - 1968)
| Año  | Candidatos                | Candidatos                 | 1.ª Vuelta | 1.ª Vuelta | Resultado  | Notas                                 |
| Año  | Presidente                | Vicepresidente             | Votos      | %          | Resultado  | Notas                                 |
| ---- | ------------------------- | -------------------------- | ---------- | ---------- | ---------- | ------------------------------------- |
| 1952 | José María Velasco Ibarra | Alfredo Chiriboga          | 159.259    | 44.11%     | Electo     | Parte del Frente Nacional Velasquista |
| 1956 | Camilo Ponce Enríquez     | Francisco Illingworth      | 178,424    | 29.02%     | Electo     | Parte de Alianza Popular              |
| 1960 | Gonzalo Cordero Crespo    | Héctor Romero Menéndez     | 369,461    | 48.16 %    | 3.er Lugar | Parte de Acción Demócrata Cristiana   |
| 1968 | Jorge Crespo Toral        | Eudoro Cevallos de la Jara | 31,991     | 3.75 %     | 4.º Lugar  |                                       |

### Elecciones Presidenciales (1978)
| Año  | Candidatos         | Candidatos        | 1.ª Vuelta | 1.ª Vuelta | 2.ª Vuelta | 2.ª Vuelta | Resultado | Notas                                       |
| Año  | Presidente         | Vicepresidente    | Votos      | %          | Votos      | %          | Resultado | Notas                                       |
| ---- | ------------------ | ----------------- | ---------- | ---------- | ---------- | ---------- | --------- | ------------------------------------------- |
| 1979 | Sixto Durán Ballén | José Icaza Roldós | 328.461    | 23.86%     | 471.657    | 31.51%     | 2.º Lugar | Parte de Frente Nacional Constitucionalista |